# Aspigonus aino
Aspigonus aino är en stekelart som först beskrevs av Watanabe 1931.  Aspigonus aino ingår i släktet Aspigonus och familjen bracksteklar. Inga underarter finns listade.